# Alocasia sinuata
Alocasia sinuata är en kallaväxtart som beskrevs av Nicholas Edward Brown. Alocasia sinuata ingår i släktet Alocasia och familjen kallaväxter. Inga underarter finns listade.